# 寮國國旗
现行寮國國旗于1975年共产主义者上台后启用，由紅色、藍色和白色组成，藍色代表寮國富饒美麗的國土，以及寮國人民熱愛和平安寧的生活。紅色象徵革命，表明寮國人民不惜以鮮血為代價捍衛國家尊嚴。白色圓形象徵寮國人民在寮國人民革命党的領導下團結一致以及國家光明的未來。白色圓形也代表滿月，置於藍條之上，象徵皎潔明月高懸於湄公河的上空。
目前的国旗其实设计于1945年，该旗曾作为当年建立的寮國自由民族统一战线（寮國伊萨拉）旗帜，由寮國民族主义者、知识分子和历史文化学者玛哈西拉·维拉冯设计，颜色灵感来自泰国国旗。1949年伊萨拉解散后该旗由巴特寮、以及1975年成立的寮國人民民主共和国继续沿用。

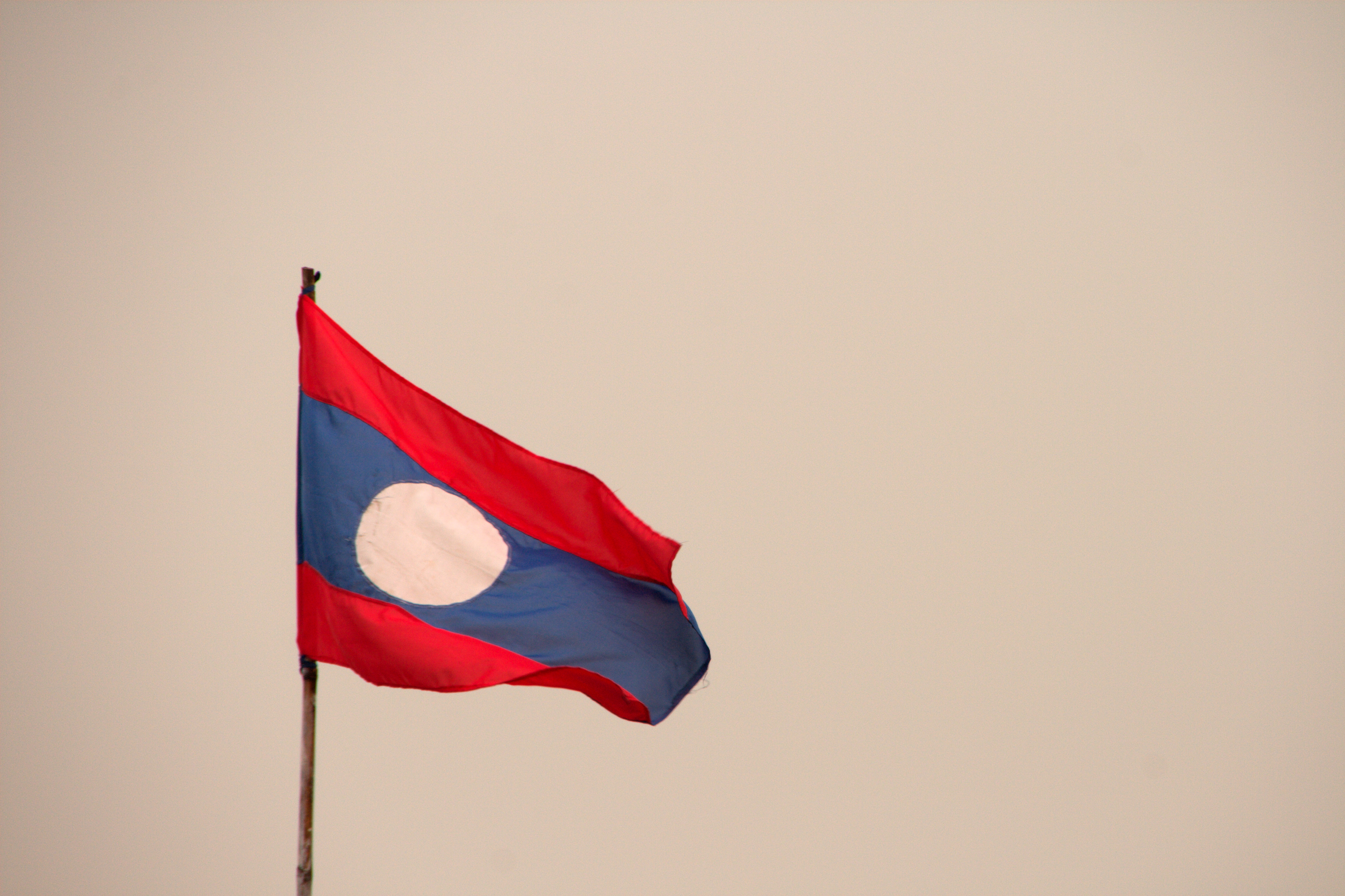
飘扬的寮國国旗

## 设计

### 色彩标准
| 顏色標準 | 红        | 白          | 蓝         |
| -------- | --------- | ----------- | ---------- |
| RGB      | 206-17-38 | 255-255-255 | 0-40-104   |
| 网页颜色 | #CE1126   | #FFFFFF     | #002868    |
| CMYK     | 0-90-76-0 | 0-0-0-0     | 100-76-0-9 |
| Pantone  | 032       | N.A.        | 293        |

## 历史国旗
寮保護國国旗是在寮國法国殖民统治时期使用的一面国旗。左上角的法国国旗象征着法国与寮保护国的联系。红色的旗底象征着人民的血液。图像为三只大象站在撑有阳伞的五阶台座上。大象象征着尊贵、智慧、吉祥，并作为一种交通工具。同时，三只大象还象征着寮國历史上的三个古国：万象、琅勃拉邦和川圹王国。位于大象之上的伞也有其确切的含义，在佛教的宇宙哲学中，须弥山（Mt. Meru）为世界的中心，此伞象征须弥山，代表了寮國的国民信仰。大象所站之台基象征着寮王国的法律。
寮王国国旗，在寮國君主制政权时期使用的一面国旗，去掉了旗帜左上角的法国国旗。
- 琅勃拉邦王国（1707-1893）
- 寮保护国 （1893-1952）
- 寮王国 (1952-1975)
- 寮人民民主共和国（1975至今）

## 其他旗帜

### 党政军旗帜
- 寮國人民革命党党旗
- 寮國人民革命青年联盟盟旗
- 寮國人民军军旗（与寮國国旗并用）
- 寮國人民军军旗（与寮國国旗并用）

### 君主制历史其他旗帜
- 寮王国军旗（1952-1975）
- 寮王国君主旗帜（1952-1975）

### 寮國历史上王国旗帜
- 万象王国 (1707–1828)
- 琅勃拉邦王国 (1707–1893)
- 琅勃拉邦（1893-1946）
- 琅勃拉邦（1945）
- 占巴塞王国 (1707–1946)